# Axel Oxenstierna
Axel Gustafsson Oxenstierna (/ˈʊksɛnˌʃɛrna/, ur. 16 czerwca 1583 w dobrach Fånö w Upplandzie, zm. 28 sierpnia 1654 w Sztokholmie) – szwedzki polityk, najbliższy współpracownik Gustawa II Adolfa, hrabia. Twórca reform administracyjnych, dyplomata, strateg. 

## Życiorys
W 1605 został członkiem stałego personelu kancelarii. W 1607 roku został wysłany z misją dyplomatyczną do Meklemburgii. Dwa lata później został członkiem Rady Karola IX. W 1612 roku został kanclerzem. Negocjował pokój z Danią w 1613 i z Rosją w 1617. W 1627 został gubernatorem Prus Królewskich. W 1629 roku podpisał rozejm z Polską w Altmarku. Podczas wojny trzydziestoletniej dowodził wojskami szwedzkimi nad Renem. W latach 1632–1644 stał na czele regencji. W 1638 wynegocjował sojusz z Francją. W 1645 narzucił pokój z Danią w Brömsebro
- kanclerz od 1612
- negocjator pokoju z Danią w 1613 i Rosją w 1617
- od 1626 generalny gubernator okupowanych Prus Królewskich
- 1629 negocjator rozejmu z Polską w Altmarku
- 1631–1636 namiestnik i dowódca sił szwedzkich nad Renem podczas wojny trzydziestoletniej
- 1632–1644 na czele regencji za małoletniości królowej Krystyny
- 1638 zawarł sojusz z Francją
- 1645 narzucił Danii pokój w Brömsebro
- 1648 uzyskał korzystne decyzje pokoju westfalskiego